# راجر بروگه
راجر بروگه (انگلیسی: Roger Brugué؛ زادهٔ ۴ نوامبر ۱۹۹۶) بازیکن فوتبال اهل اسپانیا است.
از باشگاه‌هایی که در آن بازی کرده‌است می‌توان به باشگاه خیمناستیک تاراگونا اشاره کرد.